# Fajã de Entre Poios

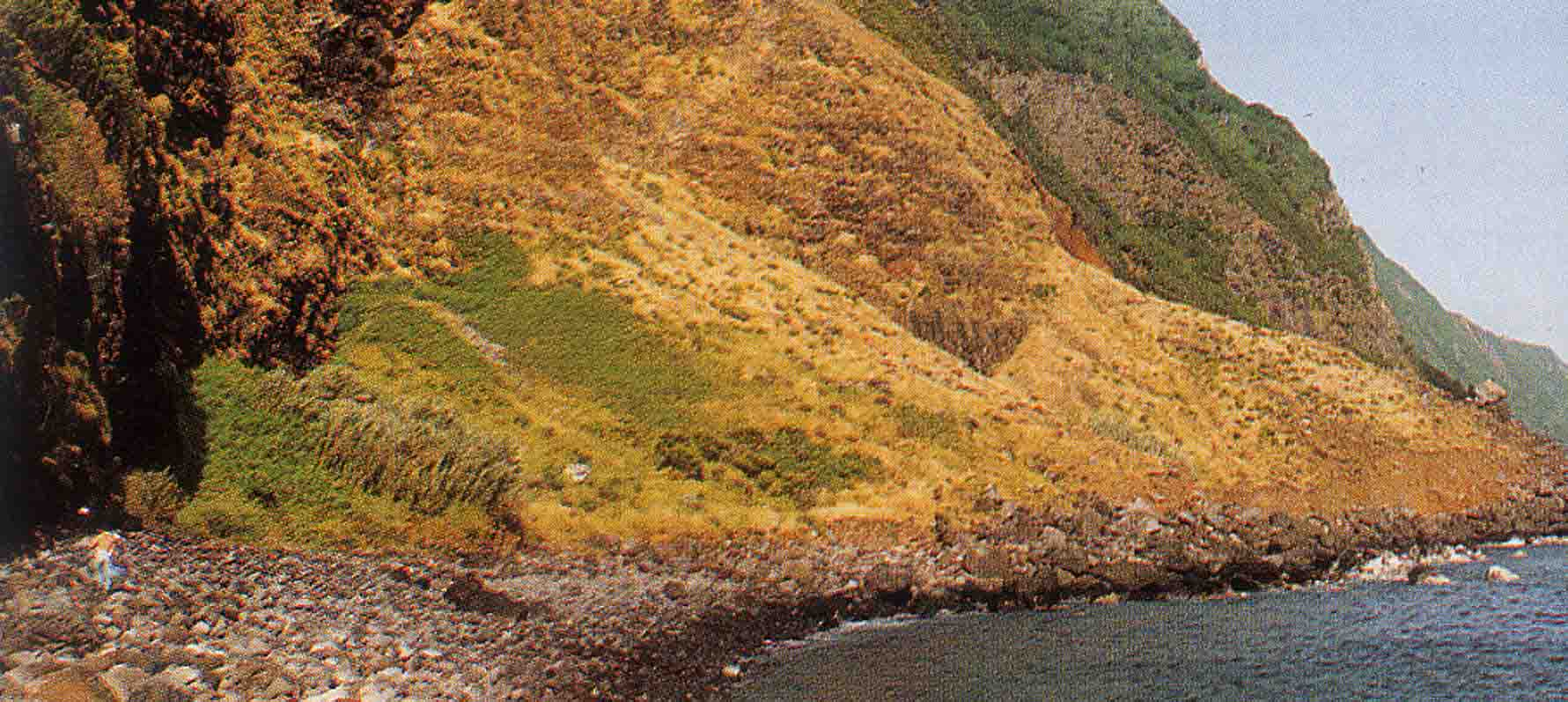
Fajã de Entre Poios.

A Fajã de Entre Poios pertence à povoação da Beira, Concelho de Velas na costa Norte da ilha de São Jorge. Esta fajã Situa-se entre a fajã do Valado e a fajã da Pelada.
Esta fajã servia basicamente para a criação da Cabra, principalmente cabras selvagens e extracção de lenha que as pessoas transportavam para a Beira, artigo antigamente de muito valor pois era utilizado para aquecer o forno de cozer pão. 
Naqueles tempos todas as pessoas ou famílias  tinham um sítio próprio para a recolha de lenha que era respeitado por todos as outras pessoas.
Nesta fajã passam duas pequenas ribeiras e existem duas ou três fontes, sendo uma de caudal permanente.